# Internationale Bibliographie zur Papiergeschichte
Die Internationale Bibliographie zur Papiergeschichte (IBP) ist eine 2003 erschienene Bibliografie zur Geschichte des Papiers. Der international ausgerichtete Katalog zählt zu den fachlichen Nachschlagewerken für die Gemeinsame Normdatei der Deutschen Nationalbibliothek (DNB). Herausgeber ist laut Eigenauskunft die Deutsche Bibliothek und das Deutsche Buch- und Schriftmuseum der Deutschen Bücherei in Leipzig.
Das Gesamtwerk zählt bei der DNB zur Sachgruppe „Industrielle und handwerkliche Fertigung“ und umfasst hier speziell Papier und andere Beschreibstoffe, Allgemeines und Gesamtdarstellungen dazu.
Die IBP bis zum Ende des Erfassungszeitraumes 1996 umfasste 2003 vier Bände:
- Band 1: Allgemeine Geschichte des Papiers - Territorien und Orte. 0001 - 09103
- Band 2:  Einzelaspekte des Produktionsprozesses - Papiergeschichtsforschung. 09104 - 20000
- Band 3: Personenregister, Körperschaftsregister, Geographisches Register, Register der Sachbegriffe
- Band 4:  Titelregister : Konkordanzliste zu WBB, BBB, LEIF und PULSIANO[1]

Das von Frieder Schmidt und Elke Sobek bearbeitete und unter Mitarbeit von Mathias Manecke und anderen im Münchener Verlag K. G. Saur erschienene Werk erhielt die ISBN 3-598-11259-9 für das Gesamtwerk.

## Rezensionen
Rezensionen verfassten 2004 der Bibliothekar Klaus Schreiber, ebenfalls 2004 der Literaturwissenschaftler und Germanist Bodo Plachta und 2005 der Archivar, Kunsthistoriker und Theologe Hanns Peter Neuheuser.